# Vadrizs
A vadrizs (Zizania) az egyszikűek (Liliopsida) osztályának perjevirágúak (Poales) rendjébe, ezen belül a perjefélék (Poaceae) családjába tartozó nemzetség.
A vadrizs nemzetségbe tartozó fajok a sekély vízű, kis tavakat és lassú folyású patakokat kedvelik. Sokszor a növénynek csak a virágos csúcsa látszik ki a vízből. A vadrizs közeli rokonságban áll a rizzsel (Oryza sativa), amely szintén a perjefélékhez tartozik. Észak-Amerikában három fajuk őshonos:
- Az északi vadrizs (Zizania palustris) egyéves növény. A Nagy-tavak környékén és Alberta, Saskatchewan és Manitoba tartományok északi erdeiben honos. Az északi vadrizs Minnesota állam címergabonája. Ezen a környéken a növényt még mindig kenuk segítségével takarítják be.
- Az indiánrizs (Zizania aquatica) egyéves növény. A növény a Szent Lőrinc-folyó környékén, az Atlanti-óceán és a Mexikói-öböl partjain él.
- A texasi vadrizs (Zizania texana) évelő növény. Csak Texas állam középső részén, a San Marcos-folyó környékén található meg. A texasi vadrizs kihalófélben van az élőhely elvesztése és a környezetszennyezés miatt. A virágpor csak 75 centiméterre tud eltávolodni a növénytől. Ha a virágpor ebben a rövid távolságban nem talál megfelelő „társat”, akkor kárba vész.[1]

## Felhasználhatósága

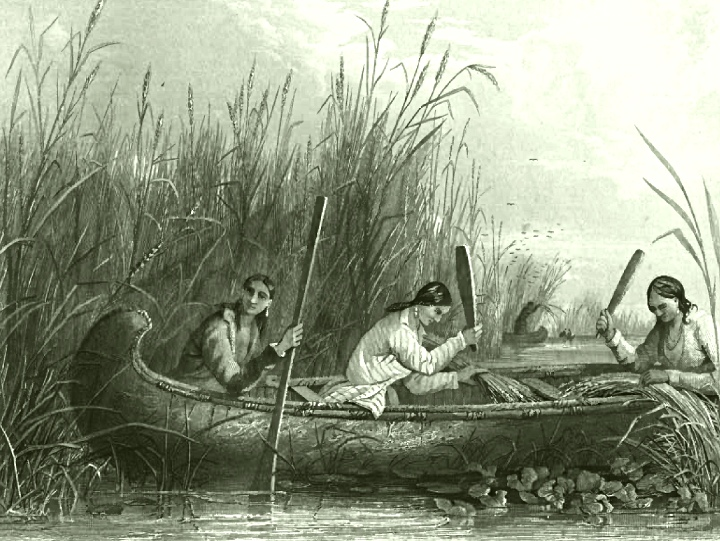
A vadrizs betakarítása

A nemzetségből a leggyakrabban az északi vadrizst takarítják be. Ezt egyaránt gyűjtik az észak-amerikai bennszülöttek és a fehérek is. Betakarítását kenuk segítségével végzik. A növényt behajlítják a kenuba és aztán fabotocskákkal kiveregetik a magokat.
A botocskák méretét és az egyéb kellékeket az állami és a törzsi törvények írják elő. Minnesotában a botocskák vastagsága 2,5 centiméter átmérőjű, 75 centiméter hosszú és 0,5 kilogramm tömegű kell, hogy legyen. A növényeket nem kell hevesen ütni, csak éppen megmozgatni, hogy az érett magok kihulljanak. Az odzsibvék a növényt „manómin”-nak nevezik, ami magyarul „jó erdei gyümölcs”-öt jelent. Begyűjtéskor néhány mag lehull az iszapos fenékre, ahol télen pihen, de tavasszal kicsirázik. A gabonák közül az indiánok csak a vadrizst és a kukoricát termesztették. A vadrécék és egyéb víziállatok kedvenc táplálékát is képezi a vadrizs.

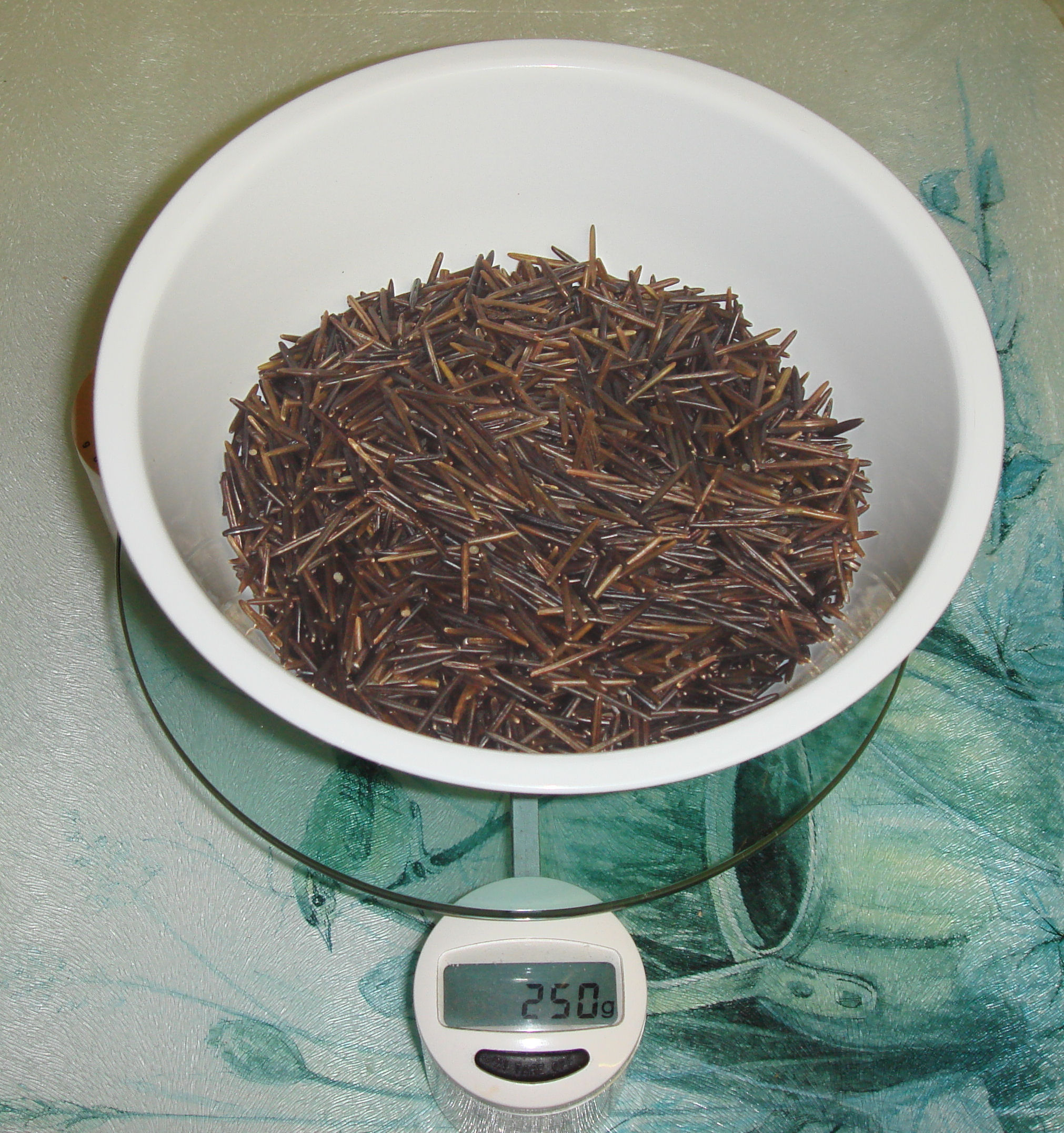
Nyers vadrizs

A vadrizst majdnem mindig szárítva és egészben (őrlés nélkül) adják el. A vadrizs fehérjében, lizin nevű aminosavban és rostokban gazdag, de zsírban szegény. Mint a valódi rizs, a vadrizs sem tartalmaz glutént. A magban még megtalálható a kálium és a foszfor, és a következő vitaminok: tiamin, riboflavin és niacin.

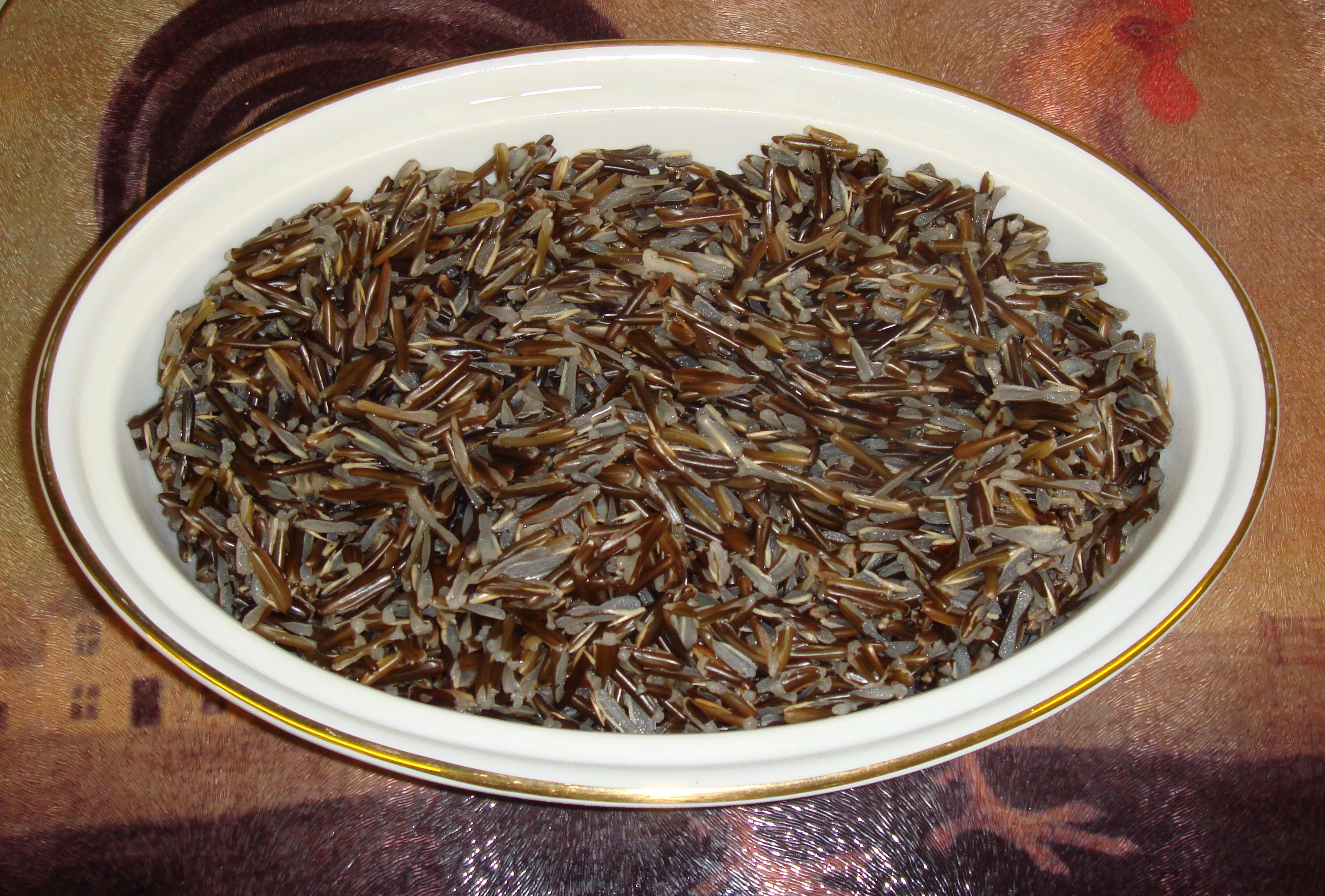
Főtt vadrizs

Mivel tápértéke és íze igen kedveltté vált a 20. század végére, Kanadában és az Amerikai Egyesült Államokban megkezdődött ipari mértékű termesztése. Az USA-ban főleg Kaliforniában és Minnesotában termesztik; termesztése mocsaras helyeken folyik. Kanadában inkább a vad állományokat takarítják be. Kanada legnagyobb vadrizs termesztője Saskatchewan tartomány.
Egy ázsiai fajt, a Zizania latifoliát, amelyet korábban Kínában gyűjtöttek, manapság már elvesztette jelentőségét. Ezt a fajt nem tudták „megszelídíteni”. Manapság veszélyben van, mivel Kína növekvő népessége a növény élőhelyét elfoglalja és beülteti a valódi rizzsel. Ma már igen ritka Kínában, gabonaként már nem is használják, de száráért néhol még termesztik. A Zizania latifoliát véletlenül betelepítették Új-Zéland területére, ahol inváziós fajnak számít.

## A vadrizs mint zöldség
A Zizania latifolia fehér, dagadt szárát zöldségként árulják Kelet- és Délkelet-Ázsiában. A dagadt szárat az Ustilago esculenta nevű gomba okozza. Ez a gomba megakadályozza, hogy a növény kivirágozzon, emiatt ivartalan szaporítással termesztik. A begyűjtést a növény 120. és 170. napja között végzik el. Ez az idő között a gomba megtámadta a növényt, de még nem kezdett el szaporodni. Ha hagyják ezen az időn túl „érni”, akkor a növény szára megfeketedik és szétesik.
Ezt a zöldséget főleg Kínában kedvelik, ahol „gaosun” és „jiaobai” neveken ismerik. Az angolok a következő neveken illetik: „coba”, „makomo” és „water bamboo”.

## Dísznövényként
A vadrizst kerti tavaknál dísznövényként is használják.

## A vadrizs a kultúrában
Néhány észak-amerikai bennszülött nép, köztük az odzsibvék is, a vadrizst kultúrájuk szerves részének tekintik. A vadrizst kenuk segítségével takarítják be. Begyűjtéséhez két ember kell, az egyik óvatosan botocskákkal a kenuba veregeti a magokat, míg a másik irányítja a vízijárművet. E népek számára igen fontos szerepet tölt be a vadrizs, mind vallási, mind gazdasági szempontból.
Az Újszövetség Jézus egyik példabeszédében („a konkoly és a búza példabeszéde”) a konkolyt zizaniának nevezi. A zizania a görög zizanion szó többesszáma.

## Rendszerezés
A nemzetségbe az alábbi 4 faj tartozik:
- Zizania aquatica L.
- Zizania latifolia (Griseb.) Turcz. ex Stapf
- Zizania palustris L.
- Zizania texana Hitchc.

## Képek

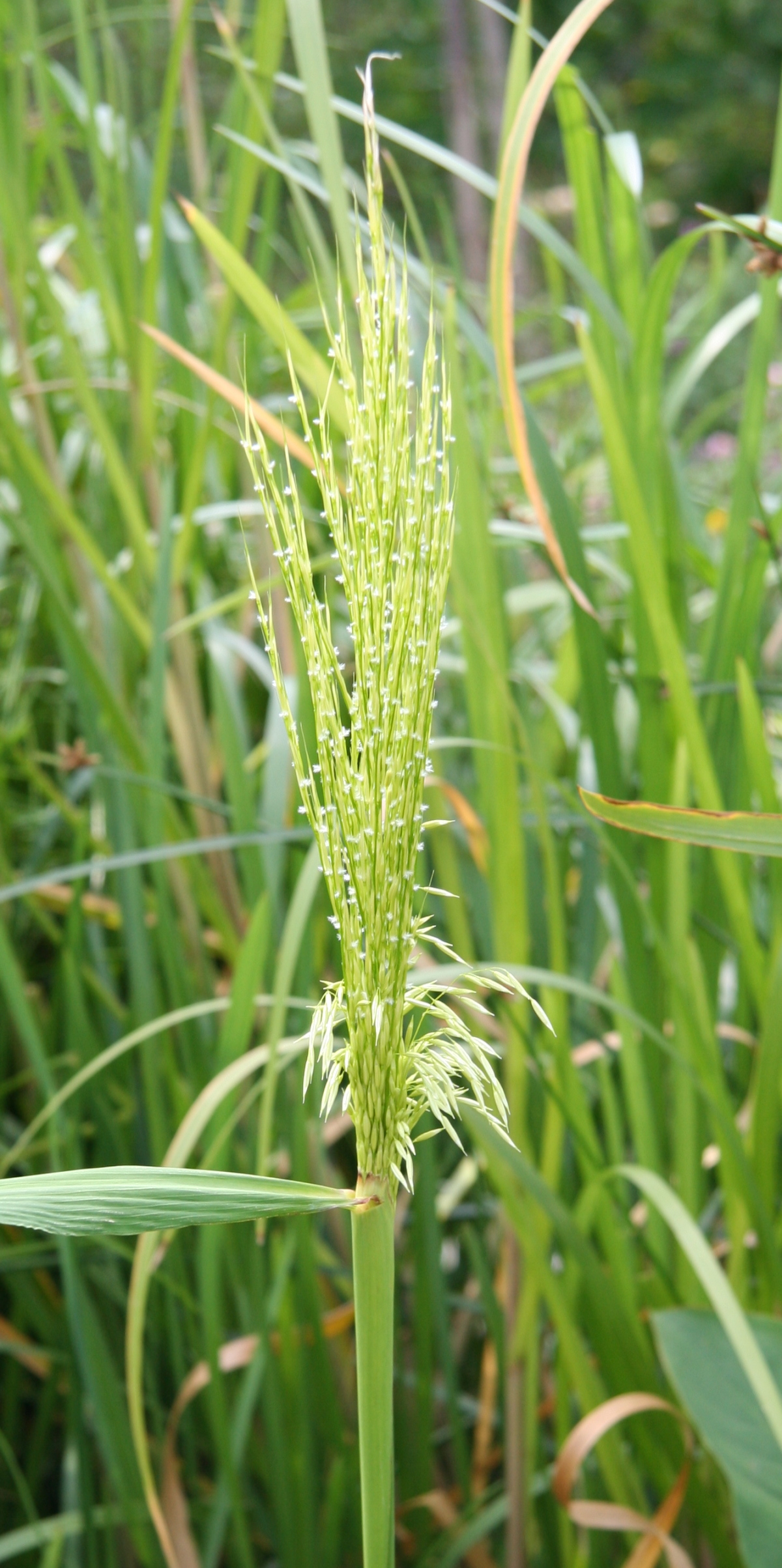
Zizania aquatica kivirágozva
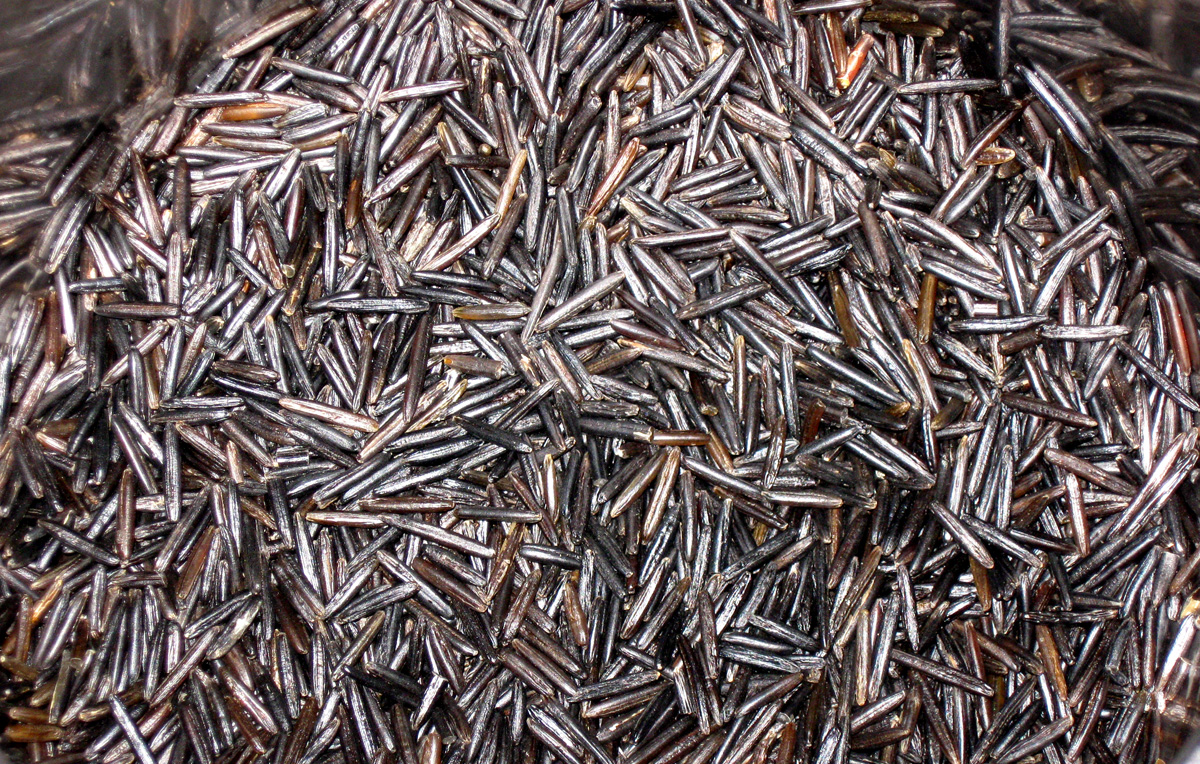
és termései
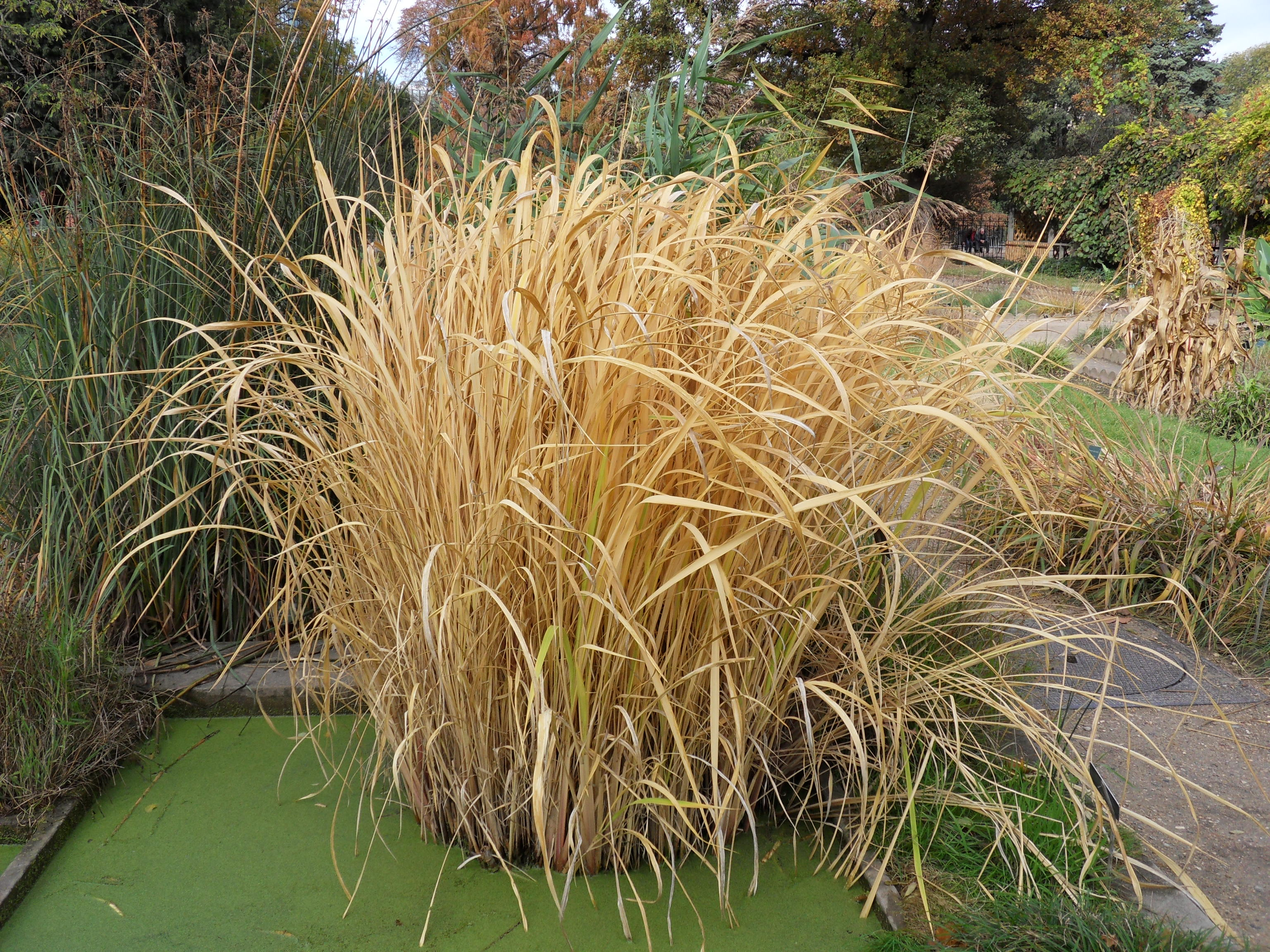
Zizania latifolia egy párizsi botanikus kertben
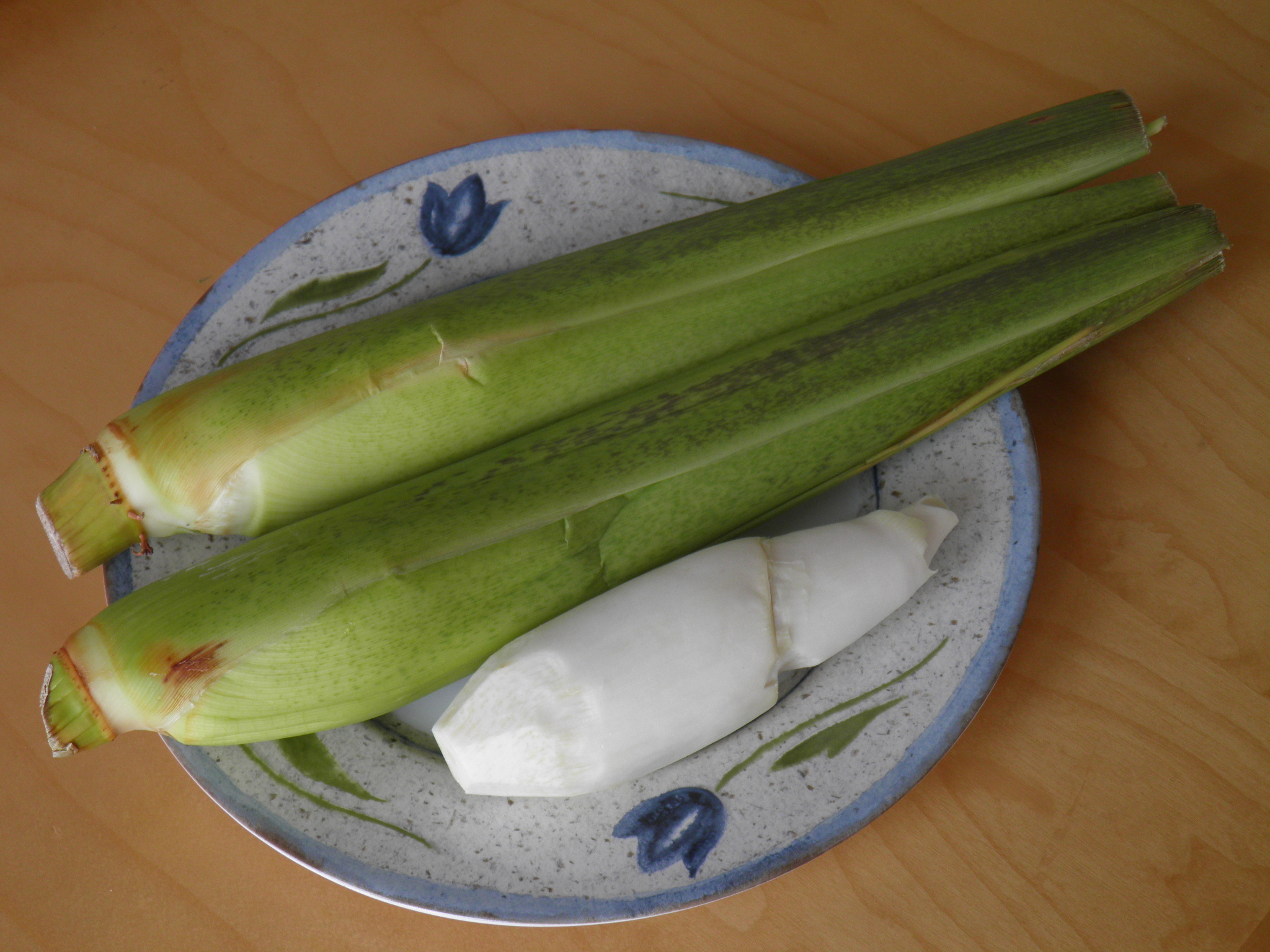
és szárai
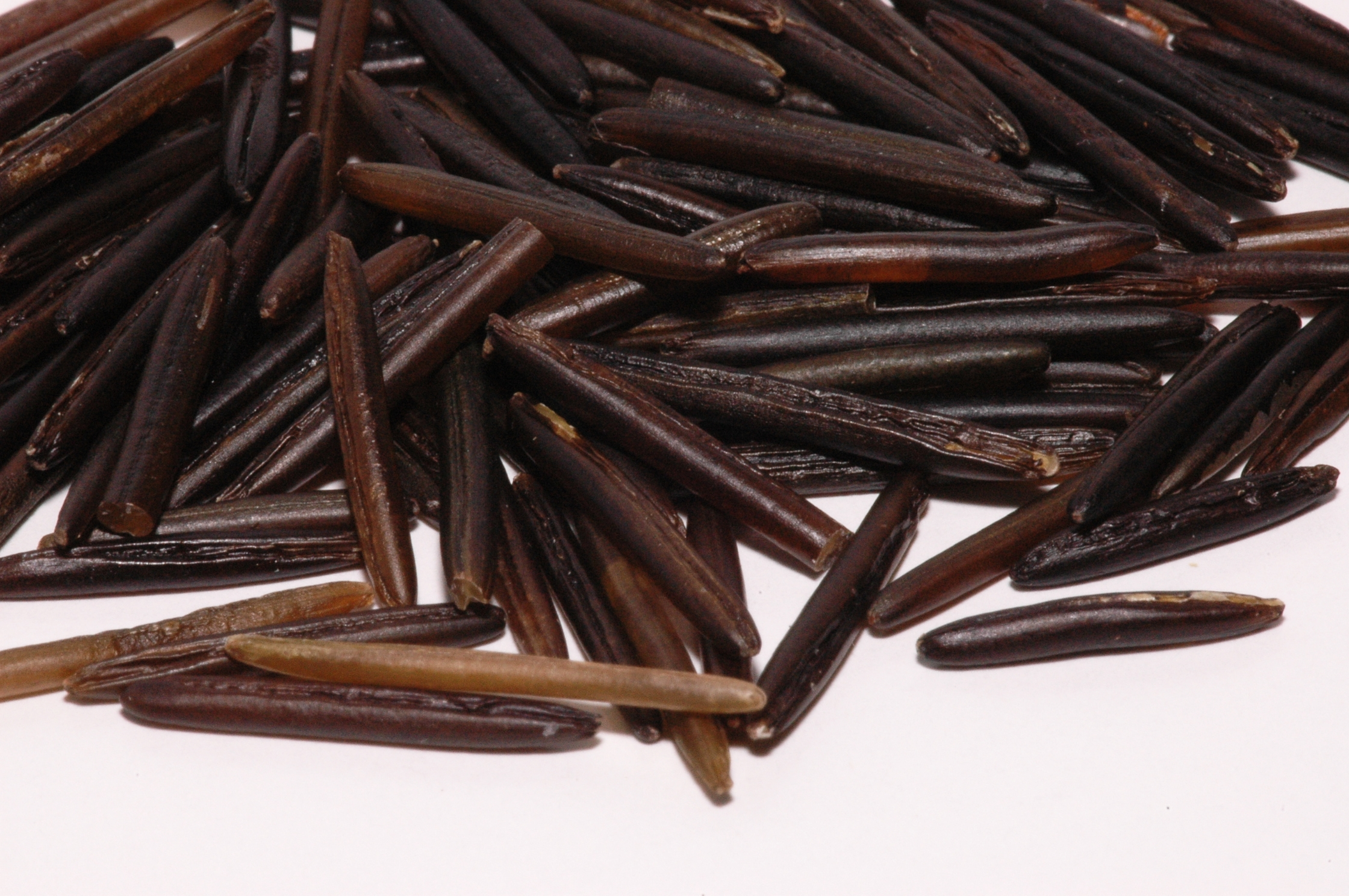
Zizania palustris termések
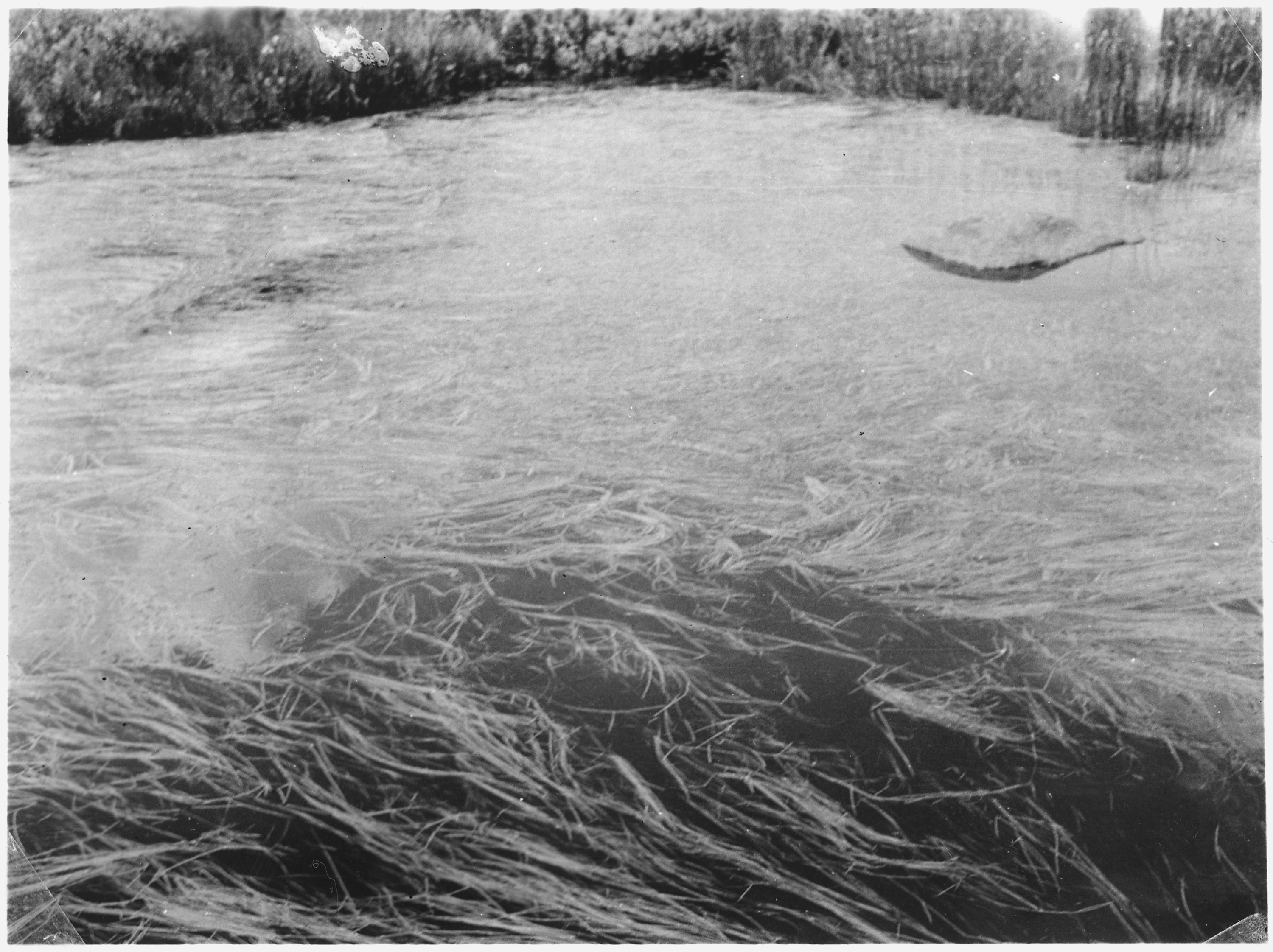
és a vadonban; archív kép
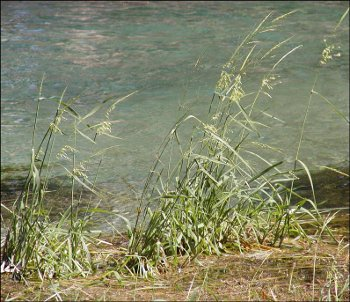
Zizania texana növény
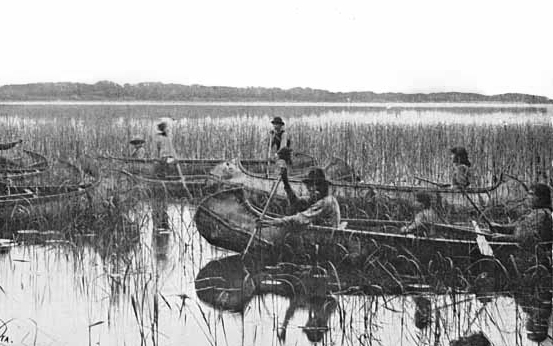
Archív képek
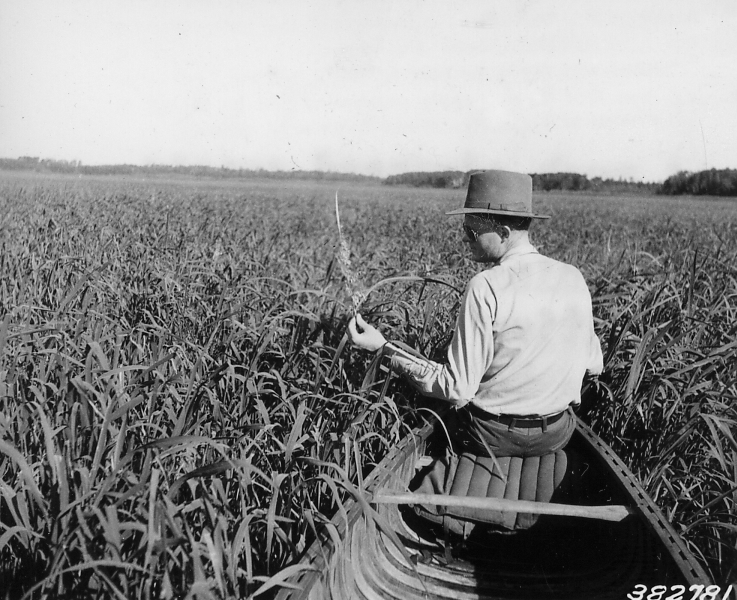
a vadrizs
begyűjtéséről
és
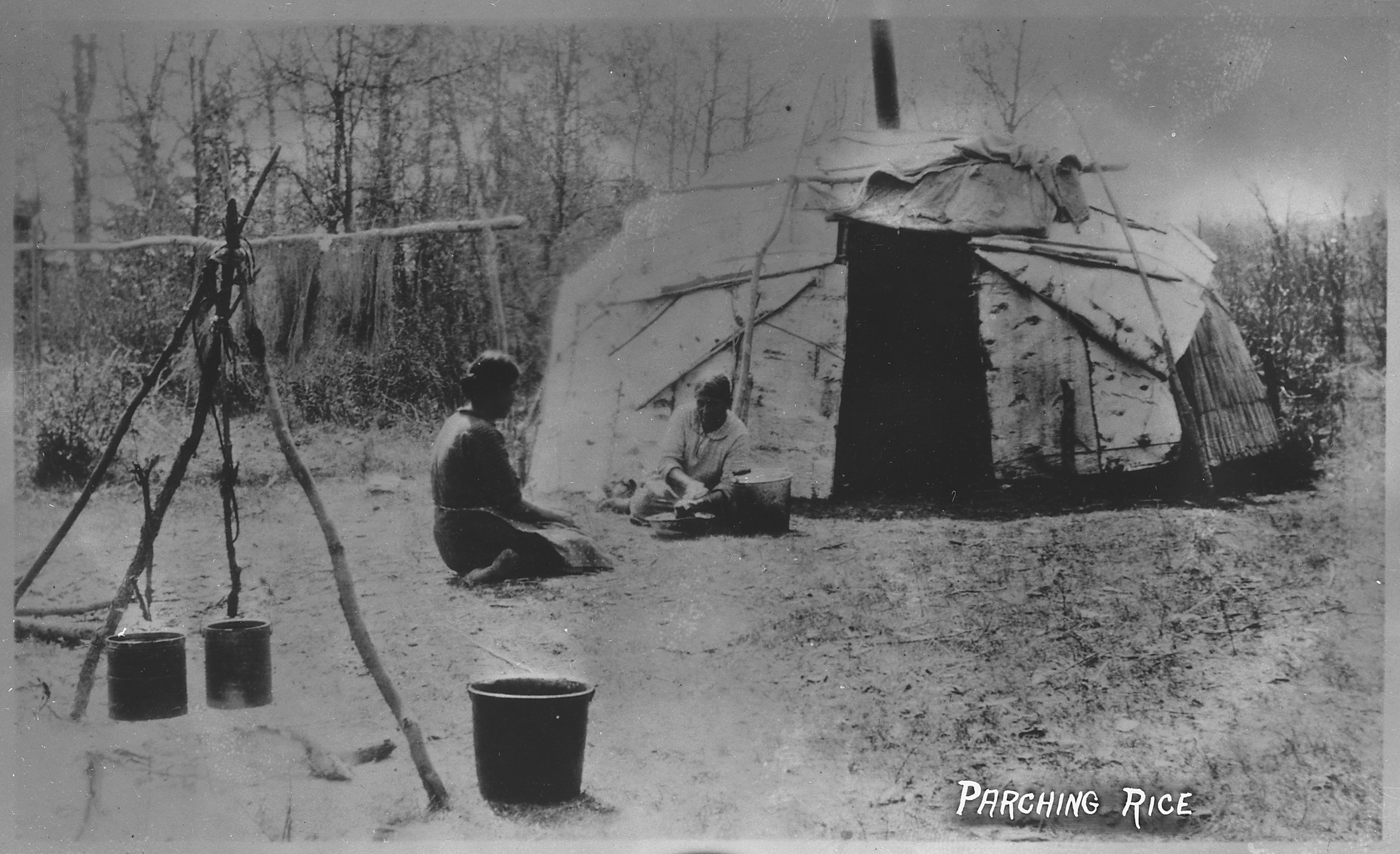
feldolgozásáról

### Fordítás
- Ez a szócikk részben vagy egészben  a   Wild rice című angol Wikipédia-szócikk ezen változatának fordításán alapul.  Az eredeti cikk szerkesztőit annak laptörténete sorolja fel. Ez a jelzés csupán a megfogalmazás eredetét és a szerzői jogokat jelzi, nem szolgál a cikkben szereplő információk forrásmegjelöléseként.